# Кенасса в Бердянске
Бердянская кенасса была построена примерно в 1899 году на месте, где находилась старая кенасса, по инициативе и при деятельном участии братьев О. М. и М. М. Панпуловых, И. М. Айваза, Б. И. Бабая. По своей архитектуре она считается одним из интереснейших сооружений города.

## История
Для сооружения здания по всем городам были организованы пожертвования, которые дали около 16 000 рублей. В общем новая кенасса обошлась примерно в 25 000 рублей. На проведение электричества средства были оставлены в завещании Панпулова. Казначеем комитета, управляющего постройкой, был И. М. Айваз.
Внутренняя отделка здания и его украшения произведены на средства местных караимов. Алтарь соорудили братья О. М. и М. М. Панпуловы. Во дворе кенассы сооружена красивая железная сукка, построенная на средства известного бердянского предпринимателя М. Д. Бурназа.
Церемония торжественного освещения нового молитвенного дома состоялась в присутствии гахама С. М. Панпулова и всего местного общества.
Кенасса открывалась по три раза в неделю, причём в воскресенье — для обозрения прибывающими в Бердянск экскурсантами. В 1912 году газзаном кенассы был С. И. Культе, заступивший место своего покойного брата, а габбаем — М. Д. Бурназ.
По сообщению К. В. Ханацкого, в 1867 году среди жителей Бердянска проживал 141 горожанин-караим. Тогда же, вероятно, было построено здание старой кенассы, которая впоследствии разрушилась, а новое здание было построено на месте старого спустя почти полвека. Несмотря на то, что бердянская караимская община, состоявшая из 90—100 семейств, считалась одной из богатейших и насчитывала много крупных торговцев, а табачная фабрика С. Оксюза славилась на всю округу, к началу Первой мировой войны большая часть местных караимов выехала в другие города, и в Бердянске осталось не более 35 семейств, а потому общественная жизнь развита была очень слабо.
В середине 20-х годов XX века кенасса была закрыта, а имущество — распродано; сохранился акт об изъятии и распродаже имущества бердянской караимской кенассы на общую сумму 1141 рублей 75 копеек (86 наименований, в том числе пять свитков Торы, 250 молитвенников, бронзовые подсвечники и т. д.).
Начиная с 30-х годов, кенасса используется не по назначению: как и в севастопольской кенассе, в её стенах находится спортклуб «Спартак».

## Газзаны
| Имя                    | Годы служения | Комментарии    |
| ---------------------- | ------------- | -------------- |
| Самуил Ильич Культе    | 1906—1912     | младший газзан |
| Соломон Маркович Кумыш | 1914—1926     | младший газзан |

## Габбаи
- Бурназ М. Д.
- Туршу, Илья Иосифович

## Шамаши
- Боткачик, Марк Иегоядович